# Gabriel Mentz
Gabriel Bohrer Mentz (Novo Hamburgo, 11 agosto 1998) è un calciatore brasiliano naturalizzato maltese, difensore dello Gżira Utd e della nazionale maltese.

## Carriera

### Club
Cresciuto nel settore giovanile di Internacional e Botafogo, l'8 luglio 2019 viene acquistato dal St. Lucia, neopromosso nella massima serie maltese. Debutta in campionato il 23 agosto 2019, disputando l'incontro vinto per 2-3 contro il Valletta. Al termine della stagione viene acquistato dallo Gżira Utd, con cui debutta anche nelle competizioni europee, seppur nei turni preliminari. Infatti, l'8 luglio 2021 viene schierato nel pareggio per 0-0 sul campo degli andorrani del Sant Julià, valido per l'andata dell'Europa Conference League una settimana dopo realizza anche la sua prima rete, nella partita di ritorno pareggiata per 1-1 (poi vinta ai rigori), siglando la rete del pareggio. Il 20 novembre successivo realizza anche la sua prima rete in campionato, nel match pareggiato per 2-2 contro il Mosta.

### Nazionale
Nel settembre 2024 gli è stata riconosciuta la cittadinanza maltese, dopo cinque anni di residenza nell'isola. Nell'ottobre dello stesso anno, è stato convocato per la prima volta dal C.T. della nazionale isolana Davide Mazzotta per la sfida di Nations League contro la Moldavia. In occasione della stessa gara ha fatto il suo esordio con la maglia maltese.

## Statistiche

### Presenze e reti nei club
Statistiche aggiornate al 9 ottobre 2024.
| Stagione        | Squadra         | Campionato      | Campionato | Campionato | Coppe nazionali | Coppe nazionali | Coppe nazionali | Coppe continentali | Coppe continentali | Coppe continentali | Altre coppe | Altre coppe | Altre coppe | Totale | Totale |
| Stagione        | Squadra         | Comp            | Pres       | Reti       | Comp            | Pres            | Reti            | Comp               | Pres               | Reti               | Comp        | Pres        | Reti        | Pres   | Reti   |
| --------------- | --------------- | --------------- | ---------- | ---------- | --------------- | --------------- | --------------- | ------------------ | ------------------ | ------------------ | ----------- | ----------- | ----------- | ------ | ------ |
| 2019-2020       | St. Lucia       | PL              | 19         | 0          | CM              | 1               | 0               |                    | -                  | -                  |             | -           | -           | 20     | 0      |
| 2020-2021       | Gżira Utd       | PL              | 21         | 0          | CM              | 2               | 1               |                    | -                  | -                  |             | -           | -           | 23     | 1      |
| 2021-2022       | Gżira Utd       | PL              | 25         | 1          | CM              | 3               | 2               | UECL               | 4                  | 1                  |             | -           | -           | 32     | 4      |
| 2022-2023       | Gżira Utd       | PL              | 22         | 2          | CM              | 4               | 2               | UECL               | 6                  | 0                  |             | -           | -           | 32     | 4      |
| 2023-2024       | Gżira Utd       | PL              | 20         | 8          | CM              | 3               | 1               | UECL               | 3                  | 0                  |             | -           | -           | 26     | 9      |
| 2024-2025       | Gżira Utd       | PL              | 4          | 0          | CM              | 0               | 0               |                    | 0                  | 0                  |             | -           | -           | 4      | 0      |
| Totale carriera | Totale carriera | Totale carriera | 111        | 11         |                 | 13              | 6               |                    | 13                 | 1                  |             | -           | -           | 137    | 18     |

### Cronologia presenze e reti in nazionale
| Cronologia completa delle presenze e delle reti in nazionale ― Malta | Cronologia completa delle presenze e delle reti in nazionale ― Malta | Cronologia completa delle presenze e delle reti in nazionale ― Malta | Cronologia completa delle presenze e delle reti in nazionale ― Malta | Cronologia completa delle presenze e delle reti in nazionale ― Malta | Cronologia completa delle presenze e delle reti in nazionale ― Malta | Cronologia completa delle presenze e delle reti in nazionale ― Malta | Cronologia completa delle presenze e delle reti in nazionale ― Malta |
| Data                                                                 | Città                                                                | In casa                                                              | Risultato                                                            | Ospiti                                                               | Competizione                                                         | Reti                                                                 | Note                                                                 |
| -------------------------------------------------------------------- | -------------------------------------------------------------------- | -------------------------------------------------------------------- | -------------------------------------------------------------------- | -------------------------------------------------------------------- | -------------------------------------------------------------------- | -------------------------------------------------------------------- | -------------------------------------------------------------------- |
| 13-10-2024                                                           | Ta' Qali                                                             | Malta                                                                | 1 – 0                                                                | Moldavia                                                             | UEFA Nations League 2024-2025 - 1º turno                             | -                                                                    | 39’ 90+2’                                                            |
| 14-11-2024                                                           | Ta' Qali                                                             | Malta                                                                | 2 – 0                                                                | Liechtenstein                                                        | Amichevole                                                           | -                                                                    | 61’                                                                  |
| 19-11-2024                                                           | Ta' Qali                                                             | Malta                                                                | 0 – 0                                                                | Andorra                                                              | UEFA Nations League 2024-2025 - 1º turno                             | -                                                                    | 17’                                                                  |
| 10-6-2025                                                            | Groninga                                                             | Paesi Bassi                                                          | 8 – 0                                                                | Malta                                                                | Qual. Mondiali 2026                                                  | -                                                                    |                                                                      |
| Totale                                                               |                                                                      | Presenze                                                             | 4                                                                    |                                                                      | Reti                                                                 | 0                                                                    |                                                                      |